# Lőrinczi Zoltán
Lőrinczi Zoltán (Marosvásárhely, 1964. március 17. –) magyar orvos, idegsebész, egyetemi docens, politikus, 2019 óta az Emberi Erőforrások Minisztériumának nemzetközi ügyekért felelős államtitkára.

## Élete
1991-ben a Marosvásárhelyi Orvosi és Gyógyszerészeti Egyetemen szerzett orvosi oklevelet, majd 1993-ig az Oxfordi Egyetemen tanult a Royal Society kutatói ösztöndíjasaként. 1993 és 2000 között a MOGYE tanársegéde volt, majd adjunktus lett. 2000-ben PhD fokozatot szerzett. 2003-tól 2004-ig egy európai uniós idegtudományi kutatási projekt keretében az Antwerpeni Egyetemen dolgozott idegtudományi kutatóként.
2007-ben idegsebészi szakorvosi oklevelet szerzett és a MOGYE docense lett. Különböző posztgraduális képzéseken vett részt az intézményi és hivatalos kommunikáció, a vállalkozói ismeretek, a minőségbiztosítási audit, a projektmenedzsment és a folyamatmenedzsment területén. 2004-ben a tudományos kutatási módszertan tantárgy alapító előadója volt, 2009 óta budapesti Országos Onkológiai Intézet Doktori Iskolájában is tanít. 2010 és 2018 között az 1400 ágyas Marosvásárhelyi Egyetemi Sürgősségi Kórház orvosigazgatójaként dolgozott, majd 2018-ban a Budapesti Corvinus Egyetem részmunkaidős egyetemi docense lett.
2018 júniusában, a negyedik Orbán-kormány megalakulásakor az Emberi Erőforrások Minisztériumának a Kárpát-medencei magyar oktatás fejlesztéséért felelős helyettes államtitkára lett, 2019 szeptemberében pedig a minisztérium nemzetközi ügyekért felelős államtitkárává nevezték ki. Az Első Világháborús Centenáriumi Emlékbizottság tagja.
Kutatási területe az oktatás és kutatáspolitika, az innováció, a tudásmenedzsment, a hálózatkutatás, a változás- és szervezetvezetés, valamint a klinikai orvoslás. 42 tudományos publikáció szerzője.
Angolul, románul, németül, olaszul, spanyolul, franciául és latinul beszél. Nős, két gyermek édesapja.

## Díjai, elismerései
- Genersich Antal-díj (2011)
- Lencsés György ars medica díj (2012)